# Jakub Trockenheim

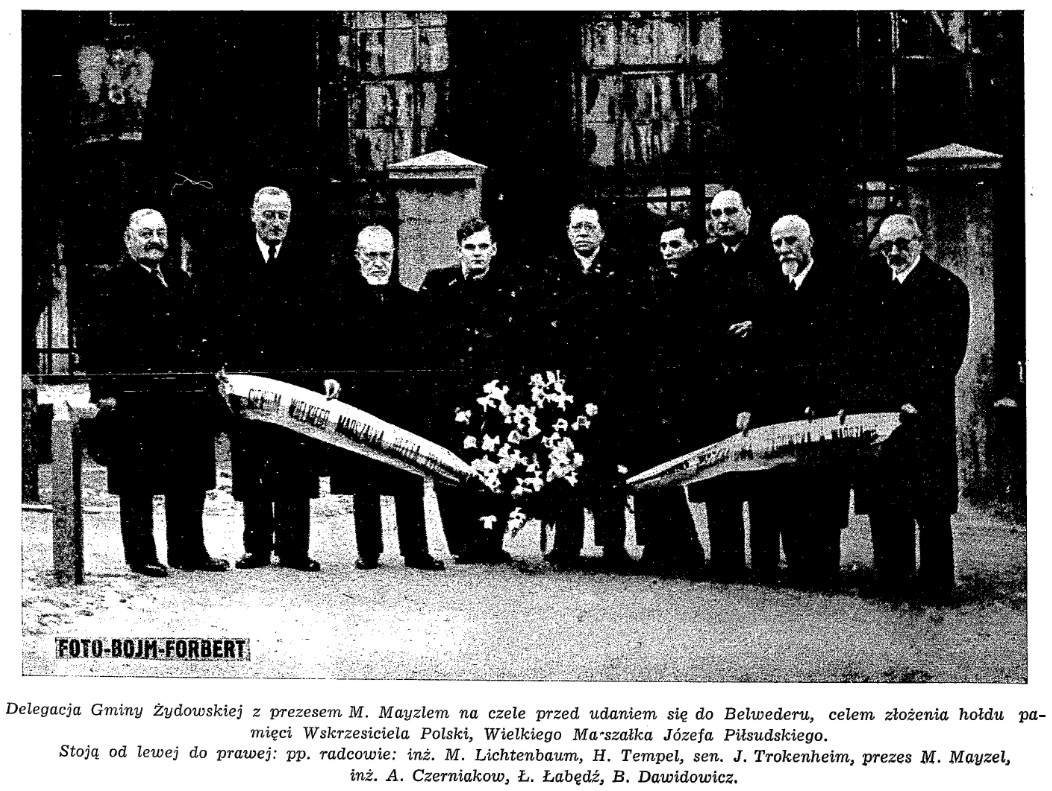
Jakub Trockenheim (trzeci z lewej) wśród członków delegacji warszawskiej gminy żydowskiej udającej się do Belwederu w rocznicę śmierci Józefa Piłsudskiego. Widoczny także m.in. Adam Czerniaków (trzeci z prawej)

Jankiel (Jakub) Trockenheim (ur. 5 lipca 1881 w Warszawie, zg. w 1943 w Treblince) – warszawski rabin, radny Warszawy, senator IV kadencji i poseł V kadencji w II RP.

## Życiorys
W latach 1919–1939 sprawował mandat radnego Warszawy. W 1920 wszedł w skład Żydowskiego Komitetu Obrony Państwa. W latach 1924–1931 był wiceprezesem rady warszawskiej żydowskiej gminy wyznaniowej, następnie jej prezesem. W 1935 nominowany przez prezydenta Mościckiego do Senatu RP, w 1938 z powodzeniem kandydował w „żydowskim” okręgu Warszawy (Muranów – Dzielnica Północna) na posła. W 1941 uciekł do Wilna, zamordowany dwa lata później w Treblince.